# Thomas Hales (3e baronnet)
Pour les articles homonymes, voir Thomas Hales (homonymie) et Hales.
Thomas Hales, 3e baronnet (c. 1695 - octobre 1762), de Bekesbourne dans le Kent, est un courtisan anglais et un homme politique whig qui siège à la Chambre des communes entre 1722 et 1762.

## Biographie
Il est le fils aîné de Thomas Hales (2e baronnet) de Brymore, et de son épouse Mary Pym, fille de Charles Pym, 1er baronnet de Brymore. Il inscrit à Oriel College, Oxford en 1711 et est admis au Inner Temple. Il succède à son père comme baronnet le 7 janvier 1748.
Il entre au Parlement aux Élections générales britanniques de 1722 en tant que député whig de Minehead, faisant partie du groupe du duc de Dorset et appuyant les gouvernements Walpole et Pelham. Par la suite, il représente Camelford, Grampound, Hythe et East Grinstead, ayant été député pendant la majeure partie des quarante dernières années de sa vie.
La seule interruption de sa carrière parlementaire a lieu en 1741 : au sein de l'arrondissement notoirement corrompu de Grampound, ses opposants provoquent un désaccord sur l'identité du maire légitime et donc du directeur du scrutin pour la circonscription. Selon le maire, Hales et son collègue pro-gouvernemental, Thomas Trefusis, sont réélus par 35 voix contre 17; cependant, ses opposants ont pris des dispositions pour que le shérif dirige le mandat d'élection vers leur propre candidat; c'est donc sa version du résultat (déclarant que Hales et Trefusis sont vaincus par 27 voix contre 23) qui est envoyée au Parlement. Hales et Trefusis protestent initialement contre ce résultat, mais retirent leur plainte avant qu'une décision ne soit prise. Hales est revenu aux Communes lors d'une élection partielle pour Hythe trois ans plus tard.
Il occupe le poste lucratif de greffier du conseil d'administration de Green Cloth auprès du prince de Galles de 1719 à 1727 environ, et du roi de son accession au trône en 1727 à 1760. Il est également lieutenant du Château de Douvres de 1728 à 1750 et vice-gardien des Cinq-Ports de 1750 jusqu'à sa mort. En 1760, à l’arrivée de George III, il perd son poste au sein de la Maison royale et demande au Premier ministre Newcastle une pension en récompense, bien qu’il ne reçoive que 600 £ par an au lieu des 800 £ qu’il a demandées.
Il est décédé en 1762. Il épouse Mary Marsham (1698-1769), fille de Robert Marsham (4e baronnet), en 1723 et ont :
- Thomas Hales (4e baronnet) (c. 1726-1773), qui lui succède comme baronnet
- Philip Hales (5e baronnet) (décédé en 1824)
- Mary Hales, mariée à Charles Moss (en) (1711-1802), évêque de Bath et Wells
- Anne Hales (1736-1795), qui épouse Anthony Duncombe (1er baron Feversham) (décédé en 1763) et en secondes noces William Bouverie (1er comte de Radnor) (1725-1776)
- Margaretta Hales, qui épouse Samuel Pechell de Richmond